# Dracorex hogwartsia
Dracorex hogwartsia ("Drac rei de Hogwarts") és una espècie de dinosaure de la família dels paquicefalosàurids que va viure en el que avui en dia és Nord-amèrica en el Cretaci superior. Es coneix a partir d'un crani gairebé complet (l'holotip TCMI 2004.17.1) i de quatre vèrtebres cervicals. Aquestes restes fòssils foren descobertes a la formació de Hell Creek, a Dakota del Sud, per tres paleontòlegs amateurs de Sioux City, Iowa. El crani fou donat al Children's Museum of Indianapolis per al seu estudi l'any 2004, i fou descrit formalment per Bob Bakker i Robert Sullivan l'any 2006.